# ۷۶۰ (خورشیدی)
۷۶۰ هفتصد و شصتمین سال هجری خورشیدی است.